# Kalhíphona jezik
Kalhíphona jezik (ISO 639-3: crb; karipski otočni), jezik Karib Indijanaca koji se do 1920. govorio na otocima Dominica i Sveti Vincent, i prije toga i po drugim otocima na Malim Antilima. Klasificira se aravačkoj porodici. Njihovi potomci su između 1796. i 1797. preseljeni na obalno područje Belizea, Gvatemale i Hondurasa gdje su danas poznati kao Crni Karibi ili Garifuna, tamnoput narod koji govori jezikom garifuna koji nije razumljiv otočnom karipskom.

## Vanjske poveznice
- Ethnologue (14th)
- Ethnologue (15th)
- Ethnologue (16th)